# Geusenengel

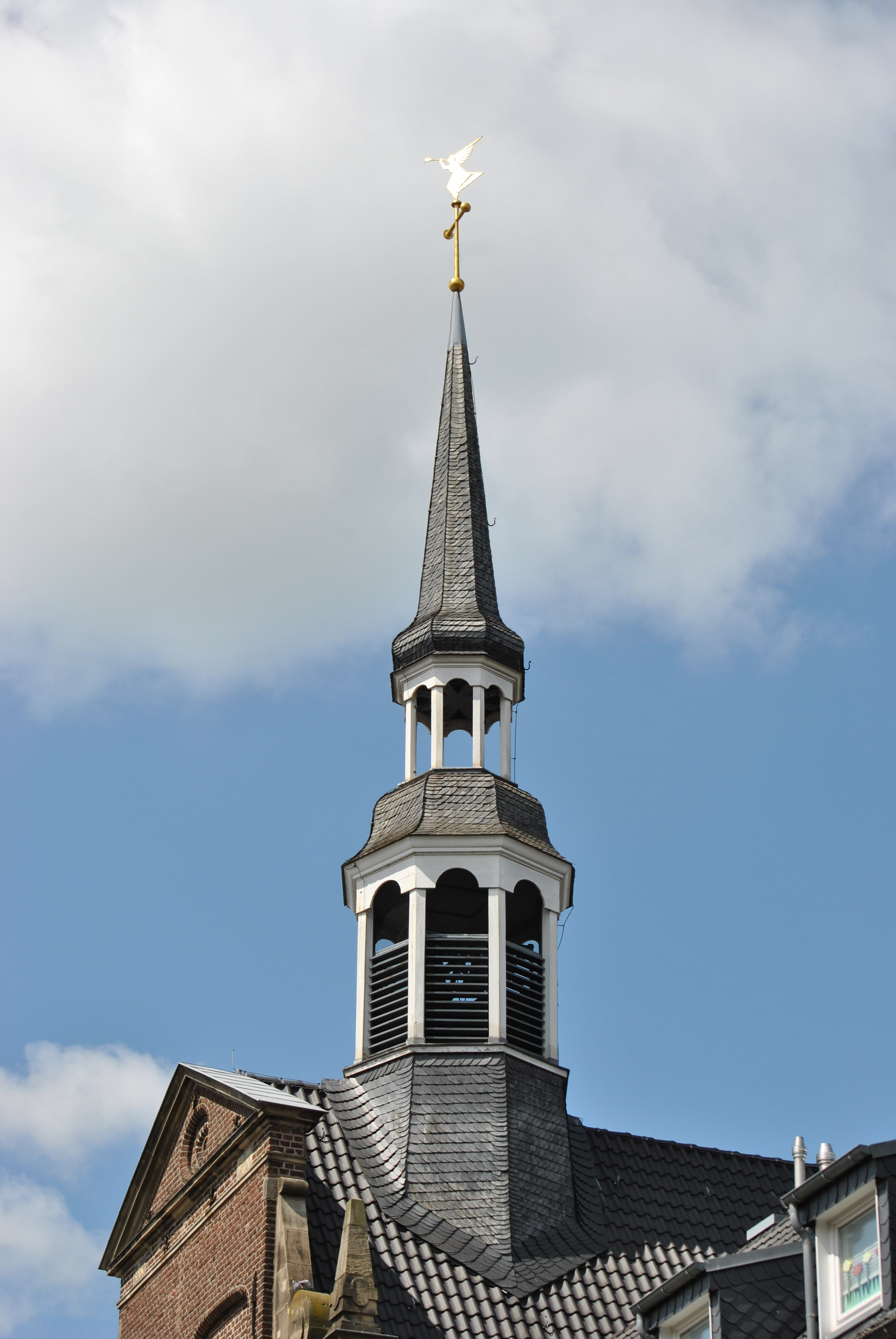
Geusendaniel auf der Evangelischen Kirche am Markt zu Goch

Als Geusenengel oder Geusen-Daniel werden die Posaunenengel in der Diaspora des ehemaligen Herzogtums Jülich am Niederrhein bezeichnet. Als Wetterfahne dienen Posaunenengel auf den Dachreitern und Türmen evangelischer Gotteshäuser in diesem Gebiet. Die oft versteckten kleinen Kirchen dienten auch den aus den Niederlanden geflohenen Geusen, die sich den im verborgenen wirkenden Protestanten anschlossen, als Gotteshäuser. Ihr Name ging dann auf die Jülicher Protestanten über. Der Geusendaniel war wohl eine Modeerscheinung zu der Zeit, als diese Kirchen erstmals einen Glocken-Dachreiter oder Kirchturm auf oder an ihren Kirchen und Bethäusern anbringen durften. Vor allem nach dem Zweiten Weltkrieg wurde der Geusenengel zum Symbol der evangelischen Christen am Niederrhein.
Beispiele finden sich in Goch, in Geldern (Heilig-Geist-Kirche) oder in der Marktkirche Kettwig.